# Sukagalih (Cikalongkulon)
Sukagalih is een bestuurslaag in het regentschap Cianjur van de provincie West-Java, Indonesië. Sukagalih telt 8359 inwoners (volkstelling 2010).